# Wronów (Distrito de Pleszew)
Wronów [ˈvrɔnuf] es un pueblo ubicado en el distrito administrativo de Gmina Gizałki, dentro del Distrito de Pleszew, Voivodato de Gran Polonia, en el oeste de Polonia central. Se encuentra aproximadamente a 5 kilómetros al este de Gizałki, a 19 kilómetros al norte de Pleszew, y a 74 kilómetros al sureste de la capital regional Poznan.